# ウィリアム・ヘンリー・ポープ (アメリカ合衆国の政治家)
ウィリアム・ヘンリー・ポープ（William Henry Pope、1847年2月15日 - 1913年2月15日）は、アメリカ合衆国の法律家、テキサス州の州議会上院議員。ポープは、テキサス州におけるジム・クロウ法の起草や法案通過に大きな影響を与え、自ら「ジム・クロウ上院議員 (Jim Crow Senator)」と称した。

## 経歴
ジョージア州ワシントンに生まれ、家族とともに1958年にテキサス州マーシャルに移住した。南北戦争の際には、1864年に17歳で南軍に徴兵され、戦後はバージニア大学で法律を学んだ。1868年に法曹資格を得て、1869年に初めて郡検察官となり、その後も落選と当選を繰り返した。
1883年から1891年にかけてテキサス州議会上院議員を務め、その間に、列車の客車における人種分離を定めた客車分離法（the separate coach law：1889年）などを起草した。
その後は、テキサス・レンジャーの活動への資金の提供を巡ってテキサス州を代表して連邦下院との折衝に当たり、ワシントンD.C.に滞在したり、カンザス・シティ・サザン鉄道の前身であったカンザス・シティ、ピッツバーグ・アンド・ガルフ鉄道の管財人としてボーモントに移り住んだりした。
その後も晩年に至るまで、しばしば判事に選出された。